# 吉林市北山公園持刀襲擊事件
當地時間2024年6月10日上午11:49分，中華人民共和國吉林省吉林市船營區北山公園上，一名本地男子襲擊一群來自美國愛荷華州康奈爾學院的教師，事發時其正在參觀北山公園。此次襲擊造成4名美國教師和1名試圖阻止事件的本地遊客受傷。中國警方稱持刀襲擊事件為「偶發事件」。

## 報導
2024年6月10日，網絡上開始流傳當日在吉林市北山公園發生的一宗事件。社交媒體用戶轉發的影片片段中，三名外國人被刺傷，身上都有血跡，其中一名傷者腰部受傷。對於這些傷者，他們仍然清醒且正在用手提電話聯絡外界。
截至6月11日早上，中華人民共和國當局和吉林警方尚未公開任何關於事件的官方通報。同時，本地媒體也沒有提供相關報導，而在新浪微博上，有關事件的討論帖被迅速刪除。《環球時報》前總編輯胡錫進也在微博對事件發表評論，也同遭刪除。這宗事件在海外討論區上已經成為熱門話題。至於事件中傷者的數量和身份，還未能確定，印度英語媒體《The Free Press Journal》根據初步消息一度稱傷者中包括一些來自英國的旅客。
吉林市警方於6月11日18:16分發佈相關事件的官方通報，而此事件也獲得中華人民共和國外交部發言人林劍證實。

## 襲擊
根據吉林市警方的官方通報，襲擊事件發生在6月10日上午11:49，傷者為四名來自美國愛荷華州康奈爾學院的教師。他們參與康奈爾學院與北華大學的合作項目，受邀前往北華大學教學。
其中一名傷者大衛·薩布納（David Zabner）是愛荷華州州眾議員亞當·扎布納（Adam Zabner）的哥哥，他接受愛荷華公共電台訪問，稱本來與三位同事計畫去松花江上看端午節龍舟競渡，但由於人潮擁擠，遂改往北山公園遊樂，另有一名北華大學教師陪同他們。事發時，他們正下山參觀寺廟。
據官方通報指，來自吉林市龍潭區的55歲男子崔大鵬走路時與其中一名美國教師發生碰撞，崔大鵬遂即發難，拔刀襲擊四名美國教師。而扎布納稱聽到一聲尖叫，轉身只見崔大鵬向他揮舞著刀，他手臂被砍中，他還見到同事被砍中背部。一名本地遊客試圖阻止襲擊者行兇，也被砍傷。
據扎布納稱，大約20分鐘後，護理人員到達現場。吉林市警方向扎布納表示崔大鵬是無業者，形容襲擊者最近運氣不好，稱他們一行人碰撞了襲擊者，所以「他決定以他的方式回應」。崔大鵬當日被逮捕。傷者事後被送到吉林市第三人民醫院治療。美國駐華大使館的領事在6月11日探望傷者。

## 反應
中國外交部發言人林劍在例行記者會回應CNN對襲擊事件的提問，稱襲擊事件是「偶發事件」，警方正進一步調查，同時形容中國是「公認最安全的國家之一」，會切實採取措施保護在華外國人，此事件不會影響中美關係。
美國總統國家安全事務助理傑克·沙利文對事件表示關切，稱美方與受害者以及中國當局保持聯繫。美國駐華大使尼古拉斯·伯恩斯對事件表示憤怒和不安。
愛荷華州州長金·雷諾兹和該州國會代表團成員，包括愛荷華州眾議員阿什利·辛森及瑪麗安內特·米勒-米克斯稱，將盡力協助受害者歸國。愛荷華州州眾議員亞當·扎布納表示慶幸哥哥在襲擊中生還，將專注把他的哥哥接回國。
康奈爾學院校長喬納森·布蘭德表示與受害者保持聯繫，並提供協助。

## 後續
美國駐瀋陽總領事館在2024年8月接到吉林市當地檢察官的通知，崔大鵬將被指控「尋釁滋事罪」。美國政府認為這項指控與疑犯的罪行不符，其認為中國發生的同類案件，即使受害者倖存，有時也會被指控為「企圖謀殺」。中華人民共和國外交部則表示，美國「無權干涉中方的法律訴訟，也不應發表不負責任的言論」。